# Liste des œuvres d'art d'Angers
Pour un article plus général, voir Liste des œuvres d'art de Maine-et-Loire.
Cet article vise à recenser les œuvres d'art dans l'espace public d'Angers, en France.

## Liste
Les œuvres sont classées par ordre chronologique d'installation, dans la mesure des informations disponibles.

### Sculptures
| Œuvre                                         | Auteur                      | Localisation | Notes | Installation | Coordonnées                        | Illustration                                 |
| --------------------------------------------- | --------------------------- | --- | --- | ------------ | ---------------------------------- | -------------------------------------------- |
| Buste de Gaston Allard                        | À déterminer                | Dans l'arboretum Gaston-Allard                                                                                   | Représente Gaston Allard. | À déterminer | 47° 27′ 03″ nord, 0° 32′ 33″ ouest | Buste de Gaston Allard                       |
| Aphrodite pensant                             | François Cacheux            | Dans l'arboretum Gaston-Allard                                                                                   | Représente Aphrodite. | 2001         | à géolocaliser                     | Image manquante                              |
| Monument à l'aviation                         | Henri Jamard                | À déterminer | | 1939         | 47° 29′ 35″ nord, 0° 34′ 40″ ouest | Image manquante                              |
| Bacchante surprise                            | André de Manneville         | Dans le jardin des plantes                                                                                       | | À déterminer | 47° 28′ 32″ nord, 0° 32′ 43″ ouest | Image manquante                              |
| Statue du général Nicolas Joseph Beaurepaire, | Maximilien Louis Bourgeois  | Sur la pont de Verdun                                                                                            | Représente Nicolas Joseph Beaurepaire. L'originale de 1889 est fondue en 1942, dans le cadre de la mobilisation des métaux non ferreux.                                       | 1987         | 47° 28′ 24″ nord, 0° 33′ 31″ ouest | Statue du général Nicolas Joseph Beaurepaire |
| Buste de Grégoire Bordillon,                  | Émile-Louis Macé            | Sur la place Grégoire-Bordillon                                                                                  | Représente Grégoire Bordillon. L'original de 1889 est fondu sous le régime de Vichy, dans le cadre de la mobilisation des métaux non ferreux.                                 | 1889         | 47° 28′ 29″ nord, 0° 33′ 46″ ouest | Buste de Grégoire Bordillon                  |
| Statue de Michel-Eugène Chevreul,             | Eugène Guillaume            | Dans le jardin des plantes                                                                                       | Représente Michel-Eugène Chevreul. | 1893         | 47° 28′ 27″ nord, 0° 32′ 41″ ouest | Image manquante                              |
| Statue de Pierre-Jean David d'Angers,         | Lucien Brasseur             | Sur la place de Lorraine                                                                                         | Représente Pierre-Jean David d'Angers. L'originale en bronze de 1880 réalisée par Louis Noël est fondue en 1942, dans le carde de la mobilisation des métaux non ferreux.     | 1949         | 47° 28′ 12″ nord, 0° 32′ 51″ ouest | Image manquante                              |
| Éloge de la main                              | À déterminer                | Sur la place Hubert-Grimault                                                                                     | | À déterminer | 47° 27′ 53″ nord, 0° 33′ 57″ ouest | Image manquante                              |
| La Famille                                    | Georges Petit de Chemellier | Dans le jardin du Mail                                                                                           | Copie en marbre de l'original en bronze de 1886, retirée en 1997 et conservé au musée des Beaux-Arts pour la protéger.                                                        | 2001         | à géolocaliser                     | Image manquante                              |
| Femme caressant une chimère                   | Séraphin Denécheau          | Dans le jardin des plantes                                                                                       | | À déterminer | 47° 28′ 28″ nord, 0° 32′ 38″ ouest | Image manquante                              |
| Statue de Charles-Émile Freppel,              | Georges Chauvel             | Sur la place Sainte-Croix                                                                                        | Représente Charles-Émile Freppel. L'originale en bronze érigée en 1923 réalisée par Léon Morice est fondue en 1942, dans le cadre de la mobilisation des métaux non ferreux.  | 1949         | 47° 28′ 12″ nord, 0° 33′ 15″ ouest | Statue de Charles-Émile Freppel              |
| Grande Toccata                                | Françoise Giannesini        | Sur la rond-point du boulevard Albert-Blanchoin, du boulevard de la Liberté et de l'avenue De Lattre-de-Tassigny | | 2001         | 47° 26′ 54″ nord, 0° 32′ 18″ ouest | Image manquante                              |
| Guerrier debout                               | Ousmane Sow                 | Sur la place Anquetil                                                                                            | | 2011         | 47° 27′ 54″ nord, 0° 33′ 20″ ouest | Image manquante                              |
| Jeanne d'Arc                                  | Paul Aubert                 | Dans le square Jeanne-d'Arc                                                                                      | Représente Jeanne d'Arc. | 1909         | 47° 28′ 00″ nord, 0° 32′ 07″ ouest | Image manquante                              |
| Jeune Fille en ville                          | Léopold Kretz               | Sur la place du Pilori                                                                                           | | À déterminer | 47° 28′ 24″ nord, 0° 32′ 59″ ouest | Image manquante                              |
| Les Joyeux Bains de mer                       | Georges Petit de Chemellier | Dans le jardin du Mail                                                                                           | Également appelée La douche. Copie en marbre de l'original en bronze érigée en 1890, volée le 3 août 1986, retrouvée peu après et a nouveau volée en 1997.                    | 2001         | à géolocaliser                     | Image manquante                              |
| Lions                                         | À déterminer                | Dans le jardin du Mail                                                                                           | | 1892         | à géolocaliser                     | Image manquante                              |
| La Loire pensive                              | François Cacheux            | Dans l'arboretum Gaston-Allard                                                                                   | | 2001         | 47° 27′ 01″ nord, 0° 32′ 34″ ouest | Image manquante                              |
| Statue de Marguerite d'Anjou,                 | Paul Belmondo               | Sur la place de la Visitation                                                                                    | Représente Marguerite d'Anjou. L'originale en bronze réalisée par Mathurin Moreau érigée en 1902 est fondue en 1942, dans le cadre de la mobilisation des métaux non ferreux. | 1949         | 47° 27′ 59″ nord, 0° 33′ 26″ ouest | Statue de Marguerite d'Anjou                 |
| La Matinée                                    | François Cacheux            | Dans le jardin des plantes                                                                                       | | À déterminer | 47° 28′ 30″ nord, 0° 32′ 42″ ouest | Image manquante                              |
| Monument à Pierre Mendès France               | À déterminer                | Dans le jardin des plantes                                                                                       | Représente Pierre Mendès France. | À déterminer | 47° 28′ 26″ nord, 0° 32′ 42″ ouest | Image manquante                              |
| La Musique                                    | François Cacheux            | Dans l'arboretum Gaston-Allard                                                                                   | | 2001         | 47° 27′ 00″ nord, 0° 32′ 33″ ouest | Image manquante                              |
| Per Adriano                                   | Igor Mitoraj                | Sur la place Saint-Éloi                                                                                          | | À déterminer | 47° 28′ 09″ nord, 0° 33′ 15″ ouest | Image manquante                              |
| Place à la Paix                               | À déterminer                | Sur la place de la Paix                                                                                          | | À déterminer | 47° 28′ 42″ nord, 0° 33′ 40″ ouest | Image manquante                              |
| La Première Promesse                          | François Cacheux            | Dans l'arboretum Gaston-Allard                                                                                   | | 2001         | à géolocaliser                     | Image manquante                              |
| Statue de René d'Anjou                        | Pierre-Jean David d'Angers  | Boulevard du Roi-René                                                                                            | Représente René d'Anjou. | 1853         | 47° 28′ 07″ nord, 0° 33′ 31″ ouest | Statue de René d'Anjou                       |
| Les Trois Amies                               | Jean-Pierre Malausséna      | Sur la quai Gambetta                                                                                             | | 2011         | 47° 28′ 29″ nord, 0° 33′ 18″ ouest | Image manquante                              |
| Vénus                                         | Mathurin Moreau             | Dans le jardin du Mail                                                                                           | | 1909         | à géolocaliser                     | Image manquante                              |
| Vénus d'Arles                                 | À déterminer                | Dans le jardin du Mail                                                                                           | Copie en bronze. | 1909         | 47° 28′ 11″ nord, 0° 32′ 40″ ouest | Image manquante                              |

### Monuments aux morts
| Œuvre                                                     | Auteur                        | Localisation                                    | Notes                                              | Installation | Coordonnées                        | Illustration    |
| --------------------------------------------------------- | ----------------------------- | ----------------------------------------------- | -------------------------------------------------- | ------------ | ---------------------------------- | --------------- |
| Bornes de la voie de la Liberté                           | À déterminer                  | À déterminer                                    | 10 bornes.                                         | À déterminer | à géolocaliser                     | Image manquante |
| Borne de la voie sacrée                                   | À déterminer                  | Boulevard de la Résistance et de la Déportation |                                                    | 1976         | à géolocaliser                     | Image manquante |
| Monument des fusillés de Belle-Beille                     | René Guilleux                 | Parc de la Garenne                              |                                                    | 1952         | 47° 28′ 55″ nord, 0° 35′ 44″ ouest | Image manquante |
| Monument aux morts de la guerre franco-prussienne de 1870 | À déterminer                  | Cimetière de l'Ouest                            |                                                    | À déterminer | à géolocaliser                     | Image manquante |
| Monument aux morts de la Première Guerre mondiale         | Jules Desbois, Henri Grégoire | Place du Général-Leclerc                        | Érigé à l'origine jardin du Mail, déplacé en 1988. | 1922         | 47° 28′ 16″ nord, 0° 32′ 40″ ouest | Image manquante |
| Monument de la Résistance                                 | François Cacheux              | Boulevard Jean-Moulin                           |                                                    | 1993         | 47° 29′ 26″ nord, 0° 32′ 55″ ouest | Image manquante |

### Fontaines
| Œuvre                   | Auteur                         | Localisation                        | Notes            | Installation | Coordonnées                        | Illustration                |
| ----------------------- | ------------------------------ | ----------------------------------- | ---------------- | ------------ | ---------------------------------- | --------------------------- |
| Fontaine Aqua-familia   | Jacques Tempereau              | Avenue Yolande-d'Aragon             |                  | 2000         | 47° 28′ 19″ nord, 0° 34′ 01″ ouest | Image manquante             |
| Le Ciel et la Terre     | Angel-Péres                    | Place de la Justice                 |                  | À déterminer | 47° 27′ 11″ nord, 0° 31′ 34″ ouest | Image manquante             |
| Fontaine du dialogue    | Gualtiero Busato               | Angle rue Saint-Laud / rue Bodinier |                  | À déterminer | 47° 28′ 22″ nord, 0° 33′ 07″ ouest | Fontaine du dialogue        |
| Fontaine du Messager    | Gualtiero Busato               | Place la Fayette                    |                  | 2001         | 47° 27′ 46″ nord, 0° 33′ 14″ ouest | Image manquante             |
| La Naissance de Vénus   | Jacques Coquillay              | Place de la Gare                    |                  | À déterminer | 47° 27′ 55″ nord, 0° 33′ 25″ ouest | La Naissance de Vénus       |
| Fontaine                | À déterminer                   | Passage des Halles                  |                  | À déterminer | 47° 28′ 20″ nord, 0° 33′ 18″ ouest | Image manquante             |
| Fontaine du Pied-Boulet | À déterminer                   | Rue Baudrière                       | Classé MH (1965) | À déterminer | 47° 28′ 19″ nord, 0° 33′ 24″ ouest | Fontaine du Pied Boulet     |
| Fontaine                | À déterminer                   | Place de la Laiterie                |                  | À déterminer | 47° 28′ 31″ nord, 0° 33′ 44″ ouest | Fontaine, place de Laiterie |
| Rencontre               | Angel-Péres                    | Place Ney                           |                  | À déterminer | 47° 28′ 43″ nord, 0° 32′ 37″ ouest | Image manquante             |
| Rose des sables         | André Hogommat, Bernard Perrin | Place François-Mitterrand           |                  | À déterminer | 47° 28′ 36″ nord, 0° 33′ 04″ ouest | Image manquante             |

### Œuvres disparues ou retirées
| Œuvre                                           | Auteur        | Localisation                                                                 | Notes | Installation | Coordonnées    | Illustration    |
| ----------------------------------------------- | ------------- | ---------------------------------------------------------------------------- | --- | ------------ | -------------- | --------------- |
| Chasseur d'ours,                                | À déterminer  | Dans le jardin du Mail                                                       | Fondue sous le régime de Vichy, dans le cadre de la mobilisation des métaux non ferreux.                                         | 1902         | à géolocaliser | Image manquante |
| Buste de Louis de Romain,                       | Georges Saulo | Dans la cour de l'école de musique, Hôtel de la Godeline, 73 rue Plantagenêt | Fondu sous le régime de Vichy, dans le cadre de la mobilisation des métaux non ferreux.                                          | 1913         | à géolocaliser | Image manquante |
| Buste du professeur Jacques-Ambroise Monprofit, | Léon Morice   | Dans le jardins de la faculté de pharmacie                                   | Représentait Jacques-Ambroise Monprofit. Fondu sous le régime de Vichy, dans le cadre de la mobilisation des métaux non ferreux. | 1923         | à géolocaliser | Image manquante |